# بربيت قرمزي التاج
بربيت قرمزي التاج (الاسم العلمي: Capito aurovirens) (بالإنجليزية: Scarlet-crowned Barbet)‏ هو نوع من الطيور يتبع جنس البربيت من الفصيلة البربيتية.